# 18if
18if (яп. エイティーン・イフ Эйти:н Иф) — аниме-сериал студии Gonzo, срежиссированный Кодзи Моримото и демонстрировавшийся в период с 7 июля по 29 сентября на различных телеканалах Японии. Впоследствии был лицензирован и выпущен 28 августа 2018 года на территории Северной Америки компанией Funimation Entertainment.

## Сюжет
Однажды Харуто Цукисиро очнулся в неизвестной ему ранее комнате, где из его личных вещей сохранились лишь смартфон и наушники. Встретив девочку по имени Лили, называющую себя сестрой Харуто, главный герой узнал, что оказался перенесён в вымышленную реальность, созданную ведьмой грома Юко, которую можно разрушить лишь убив её. С помощью Лили и примкнувшего к ним профессора Кандзаки Харуто пытается выяснить причины, побудившие Юко создать такой мир, и пытается вернуться домой.

### Главные герои
Харуто Цукисиро (яп. 月城遥人 Цукисиро Харуто)
Сэйю: Нобунага Симадзаки
Кацуми Кандзаки (яп. 神崎カツミ Кандзаки Кацуми)
Сэйю: Такэхито Коясу
Лили (яп. リリィ Рири:)
Сэйю: Каори Надзука

## Критика
Критики низко оценили качество сериала. По мнению обозревателя Anime News Network Терона Мартина, получившийся визуальный ряд сильно отличался от типичного для современного на тот момент для аниме-индустрии, поскольку количество использованной компьютерной графики было сведено к минимуму. Джеймс Беккет в своей заметке для того же интернет-портала отметил, что анимация сериала являлась достаточно амбициозной, поскольку не была привязана к ограничениям физического мира, чем демонстрировала зрителю «хаотическую логику сна» ведьмы и, хоть и не переходила границы тематически схожего фильма «Паприка» Сатоси Кона, но являлась внешне привлекательным продуктом, близким ему по стилю.
Слабой стороной сериала был признан сюжет работы. По мнению Мартина, фабула произведения отличалась достаточным своеобразием и уникальностью, если не принимать во внимание выяснившиеся причины, побудившие ведьму к созданию этой реальности. Джеймс Беккет высказал, что, на его взгляд, картине не хватило установленного числа серий для полноценной демонстрации законов и предыстории мира, а также не был соблюдён баланс между потворством хаосу изображаемого мира и общей последовательностью фабулы. Аллен Муди в рецензии для THEM Anime провёл сравнение развития истории сериала с аниме-адаптацией визуального романа Kanon, от которой он отличался в худшую сторону пассивностью главного героя и невнятностью оказываемой им помощи жителям этого мира. Кроме того Муди отметил, что сериал использовал различные сюжетные ходы таких произведений как «Кошмар на улице Вязов», «Удивительный волшебник из страны Оз» и «Спящая красавица». Концовка сериала, на взгляд обозревателя, стала большим разочарованием, поскольку решение главного героя не выглядело убедительным.